# 羽音みか
羽音 みか（はおん みか、11月28日 - ）は、宝塚歌劇団月組に所属する娘役。
大阪府大阪市、梅花高等学校出身。身長166cm。愛称は「みかこ」。

## 来歴
2015年、宝塚音楽学校入学。
2017年、音楽学校卒業後、宝塚歌劇団に103期生として入団。入団時の成績は3番。雪組公演「幕末太陽傳／Dramatic “S”!」で初舞台。その後、月組に配属。
長身で早くから存在感を示し、2023年の「応天の門」で新人公演初ヒロイン。

## 人物
実姉は宝塚OGの芹尚英である。

## 主な舞台

### 初舞台
- 2017年4 - 5月、雪組『幕末太陽傳（ばくまつたいようでん）』『Dramatic “S”!』（宝塚大劇場のみ）

### 月組時代
- 2017年7 - 10月、『All for One』 - 新人公演：少年ダルタニアン（本役：彩音星凪）
- 2017年12月、『Arkadia-アルカディア-』（バウホール） - ジョゼ／店の女
- 2018年2 - 5月、『カンパニー-努力（レッスン）、情熱（パッション）、そして仲間たち（カンパニー）-』 - 新人公演：鈴木舞（本役：美園さくら）『BADDY（バッディ）-悪党（ヤツ）は月からやって来る-』 - バッディーズ
- 2018年7月、『愛聖女（サントダムール）-Sainte♡d’Amour-』（バウホール） - 学生／コンテスト参加者／子役
- 2018年8 - 11月、『エリザベート-愛と死の輪舞（ロンド）-』 - 娼婦、新人公演：黒天使
- 2019年1月、『ON THE TOWN（オン・ザ・タウン）』（東京国際フォーラム）
- 2019年3 - 6月、『夢現無双』 - 壬生源次郎／佐々木家の女、新人公演：出雲阿国（本役：晴音アキ）『クルンテープ 天使の都』
- 2019年7 - 8月、『ON THE TOWN（オン・ザ・タウン）』（梅田芸術劇場） - コンガ・クバーナ・ガール
- 2019年10 - 12月、『I AM FROM AUSTRIA-故郷（ふるさと）は甘き調（しら）べ-』 - 新人公演：アメリア（本役：天紫珠李）
- 2020年2月、『赤と黒』（御園座） - マリアンヌ
- 2020年9 - 2021年1月、『WELCOME TO TAKARAZUKA-雪と月と花と-』『ピガール狂騒曲』[注釈 1]
- 2021年2 - 3月、『ダル・レークの恋』（TBS赤坂ACTシアター・ドラマシティ）
- 2021年5 - 8月、『桜嵐記（おうらんき）』 - 花一揆、新人公演：百合（本役：海乃美月）『Dream Chaser』
- 2021年10月、『LOVE AND ALL THAT JAZZ』（バウホール） - シモーヌ／オリビア
- 2022年1 - 3月、『今夜、ロマンス劇場で』 - 原ゆかり、新人公演：吉川天音（本役：天紫珠李）／司みどり（本役：結愛かれん）『FULL SWING!』
- 2022年5月、『ブエノスアイレスの風』（日本青年館・ドラマシティ） - エバ
- 2022年7 - 8月、『グレート・ギャツビー』（宝塚大劇場） - アイリーン
- 2022年9 - 10月、『グレート・ギャツビー』（東京宝塚劇場） - アイリーン、新人公演：ヴィッキー（本役：結愛かれん）
- 2022年11 - 12月、『ブラック・ジャック 危険な賭け』 - コロス『FULL SWING!』（全国ツアー）
- 2023年2 - 4月、『応天の門』 - 三好、新人公演：照姫（本役：海乃美月）『Deep Sea-海神たちのカルナバル-』 新人公演初ヒロイン[3][4]
- 2023年8 - 9月、『フリューゲル-君がくれた翼-』 - マリア・フィッシャー、新人公演：サーシャ（本役：天紫珠李）『万華鏡百景色（ばんかきょうひゃくげしき）』（宝塚大劇場）
- 2023年10 - 11月、『フリューゲル-君がくれた翼-』 - マリア・フィッシャー『万華鏡百景色（ばんかきょうひゃくげしき）』（東京宝塚劇場）[注釈 2][6]
- 2024年1 - 2月、『Golden Dead Schiele』（バウホール） - モア・ナイミュール[7]
- 2024年3 - 7月、『Eternal Voice 消え残る想い』 - アマラ『Grande TAKARAZUKA 110!』
- 2024年8 - 9月、『BLUFF（ブラフ）』（プレイハウス・バウホール） - レディ・ディ
- 2024年11 - 2025年3月、『ゴールデン・リバティ』 - エレン『PHOENIX RISING（フェニックス・ライジング）』
- 2025年4 - 5月、『花の業平』 - 多美子『PHOENIX RISING』（全国ツアー）
- 2025年7 - 11月、『GUYS AND DOLLS』 - ヴァーノン

## 出演イベント
- 2019年1月、『演劇人祭』[注釈 3][8]
- 2023年6月、鳳月杏ディナーショー『Gemini』[9]